# Hadena picturata
Hadena picturata là một loài bướm đêm trong họ Noctuidae.